# Orquesta Típica

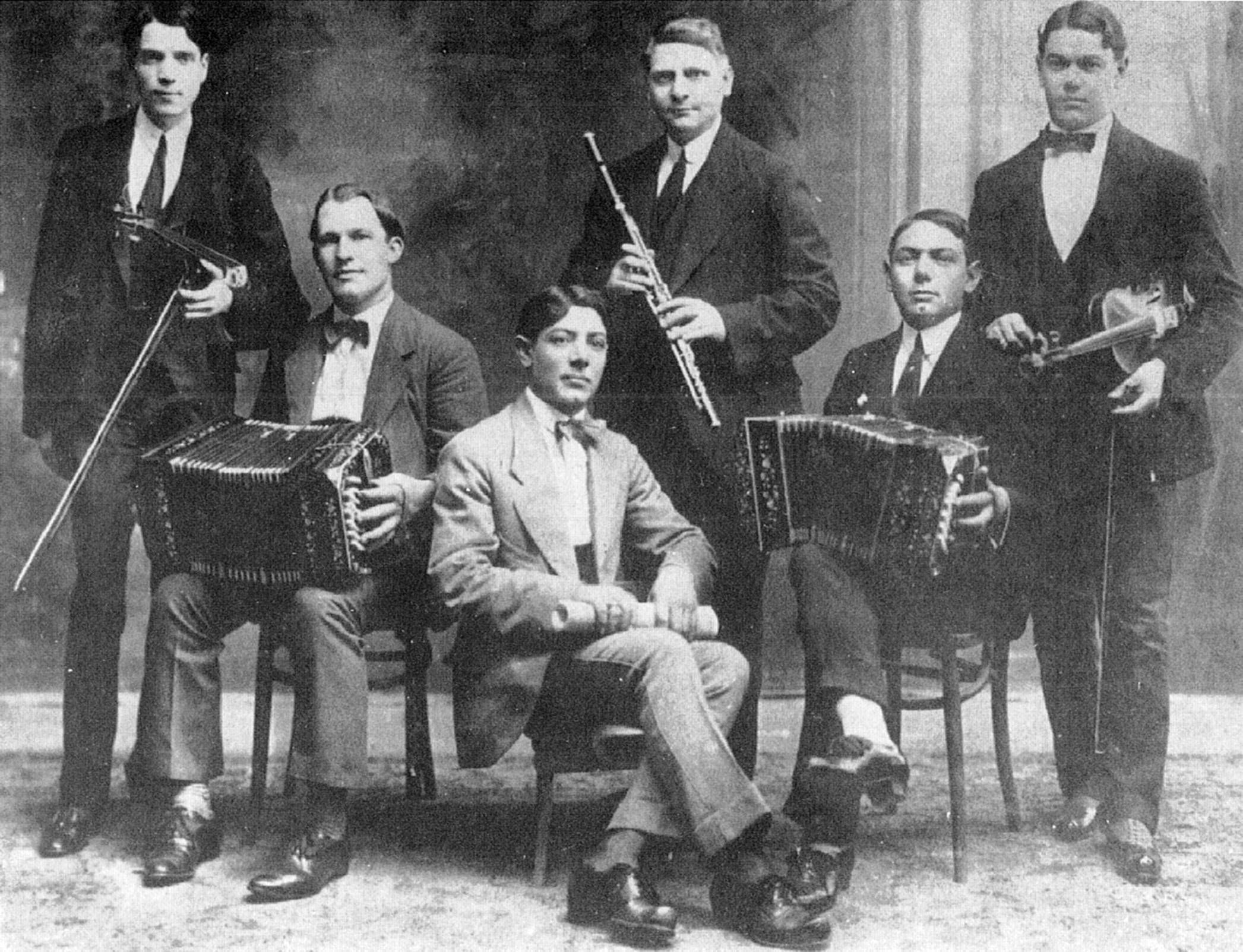
Orquesta Típica Criolla Greco

Orquesta Típica (span. Typisches Orchester) bezeichnet die Tangoorchester, die sich zwischen 1915 und 1920 in Argentinien und Uruguay zu entwickeln begannen.
In der Regel ist ein Orquesta Típica mit Piano, Gitarre, Violinen, gegebenenfalls Cello, Kontrabass und mehreren Bandoneon besetzt. Die Orquesta Típica gelten als Erweiterung der Sexteto Típico, die mit 2 Bandoneon, 2 Violinen, Piano und Kontrabass besetzt sind.
Als erstes Orquesta Típica gilt das um 1915 gegründete Orquesta Típica Criolla Greco des Bandoneonisten Vicente Greco (1886–1924). Ab 1920 gab der Violinist Julio De Caro (1899–1980) der Entwicklung der Orquesta Típica in ihrer heutigen Form entscheidende Impulse.

## Weblink
- Beispiel: Das Orquesta Típica Juan D'Arienzo unter der Leitung von Carlos Lazzari interpretiert den Tango Canaro en Paris (1996)